# 板場広志
板場 広志（いたば　ひろし）は、日本の漫画家。他に板場広しというペンネームでも活動している。青年漫画（主に「広志」名義）の他に成人向け漫画（主に「広し」名義）を描く。本名の「伊多波広」名義でアニメーターとしても活動していた。

## 来歴
学生時代から同人活動を続けていた。
「エロバカ日記」カバー折り返しによると、就職した会社に3年半勤務したのちに退職して成年漫画家としてデビュー。
「あねぞくせい」連載中の2021年冬に画業25周年を迎えていたことに気付く。

## 作品リスト

### 板場広志名義
白泉社
- MOUSE　※原作…あかほりさとる　（『ヤングアニマル』）全14巻
  - マウス―幕末伝（『ヤングアニマル』）
- かの女は忍具ムスメ! ※原作…阿智太郎　（『ヤングアニマル嵐』）全4巻

竹書房
- Hello Work（バンブーコミックス NAMAIKI SELECT）
- なるままホスピタル（バンブーコミックス NAMAIKI SELECT）
- 7COLORS（バンブーコミックス NAMAIKI SELECT）
- さんぴぃ（バンブーコミックス NAMAIKI SELECT）
- コス彼女（バンブーコミックス NAMAIKI SELECT）
- シカクのセンセ（バンブーコミックス NAMAIKI SELECT）
- 制服と彼女と…（バンブーコミックス NAMAIKI SELECT）
- 欲情だらけの(秘)女子会 (バンブー・コミックス)
- 湯〜っくりシてね （バンブーコミックス COLORFUL SELECT)全2巻
- マジコイ! マジでいい加減恋がしたい （バンブーコミックス COLORFUL SELECT）
- ふれたい素肌 （バンブーコミックス COLORFUL SELECT）
- 極上Hパイ美女のマンゾク淫性診断 (バンブー・コミックス)
- 年ノ差20/40 (バンブーコミックス COLORFUL SELECT)
- 秘湯でぬっぽり　美人女将の白濁サービス （バンブーコミックス）
- 偏愛インモラる （バンブーコミックス COLORFUL SELECT）
- 発情カノジョの羞恥心 (バンブーコミックス COLORFUL SELECT)
- 純粋セクシャルあだるてぃ (バンブーコミックス COLORFUL SELECT)

芳文社
- ヨくあるハ・ナ・シ （『週刊漫画TIMES』（月一連載））
- 日暮不動産 空室あり （『週刊漫画TIMES』（月一連載））全2巻
- 北島さんの難儀な日常 （『週刊漫画TIMES』（月一連載））全3巻
- 脱オタしてはみたものの （『週刊漫画TIMES』（月一連載））全3巻
- 社畜と少女の1800日（『週刊漫画TIMES』）連載、全13巻
- 社畜と少女のエトセトラ （『週刊漫画TIMES』）連載、全1巻
- 17歳からやり直すプロポーズ （『コミックトレイル』）連載、全5巻

キャラクターデザイン
- 闇からのいざない TENEBRAE I

### 板場広し名義
- エロ馬鹿日誌 （1997年、桜桃書房）
- SHA-LA-LA （1998年、ジェーシー出版）
- エスカレーション （1999年、桜桃書房）
- 緊急入院三泊四日 （1999年、ワニマガジン）
- SAMPLE （1999年、ティーアイネット）
- そんなことないよ （2000年、ティーアイネット）
- 妄想駅前留学 （2001年、ワニマガジン）
- 大人な娘 （2001年、ティーアイネット）
- いいコトにしよ （2003年、ティーアイネット）
- イレモノ （2004年、ティーアイネット）
- 駄液 （2006年、ティーアイネット）
- 妻・杏子 （2006年、ティーアイネット）
- 嗚咽×過呼吸 （2007年、クロエ出版）
- 嫌い=好き （2007年、ティーアイネット）
- 僕だけの唇 （2008年、クロエ出版）
- 10年分犯す （2009年、ティーアイネット）
- 汁嬢 （2009年、クロエ出版）
- 姉系 （2009年、クロエ出版）
- 牝叔母、美沙緒 （2010年、ティーアイネット）
- 恥汁禁断性 （2010年、クロエ出版）
- まりこさん 人妻欲情視線 （2011年、クロエ出版）
- RIN backstage （2012年、ジーオーティー）
- アニメーター、家出少女を拾う。 (MUJIN COMICS)  2013/6/7
- 放課後の彼女は舐られて啼く。 (真激COMICS) , 2013/2/1
- 変態兄キと妹玩具 (真激COMICS) （2014/1/4）
- 犯されたい彼女 (MUJIN COMICS) （2014/5/2）
- 巨乳悪戯 (キャノプリCOMICS)  2014/11/25
- 不道徳SEX (真激COMICS)  2015/1/5
- 肉食学園 痴女教師 (MUJIN COMICS) （2015/7/4）
- 犯された人妻 (キャノプリCOMICS) 2015/11/10
- 家族挿姦図 (真激COMICS) 2016/1/4
- 母ふたり(真激COMICS) 2016/10/7
- この春、彼女ができました。 (GOT COMICS) 2017/3/1
- 僕の大好きなおばさん(真激COMICS) 2017/11/2
- フラれた彼女とよりを戻した理由 (GOT COMICS) 2018/2/28
- 姉と暮らす (真激COMICS) 2018/9/7
- ははといもうと (真激COMICS) 2019/9/20
- 妹とやってしまったし、妹の友達ともやってしまった (真激COMICS) 2021/2/5
- あねぞくせい (真激COMICS) 2021/12/3
- ギャルになつかれた話 (GOT COMICS) 2022/7/13
- 月夜野課長はギャルをやめられない (GOT COMICS) 2023/6/29
- 親戚淫ら マイホーム・ハーレム (真激COMICS) 2023/7/7
- 押しかけ母性ほなみちゃん (真激COMICS) 2024/9/6